# 4 Pancerny Rozpoznawczy Oddział Zapasowo-Szkolny
4 Pancerny Rozpoznawczy Oddział Zapasowo-Szkolny (niem. Panzer-Aufklärungs-Ersatz- und Ausbildungs-Abteilung 4) – oddział wojskowy Wehrmachtu złożony z Niemców i Arabów podczas II wojny światowej.
1 października 1941 r. w Stahnsdorf pod Berlinem w III Okręgu Wojskowym został sformowany 4 Zapasowy Batalion Motocyklowy. W jego skład weszła też pewna liczba Irakijczyków, których podczas antybrytyjskiego powstania wiosną 1941 r. (patrz: Wojna brytyjsko-iracka 1941) do tzw. Legionu Arabskiego zwerbował agent niemiecki SS-Untersturmführer Franz Wimmer-Lamquet. Po upadku powstania zostali oni przetransportowani do Niemiec. Wkrótce oddział przeorganizowano w 4 Szkolny Batalion Motocyklowy. Był on podporządkowany 153 Dywizji Piechoty, zaś od poł. maja 1942 r. 233 Dywizji Grenadierów Pancernych. Pod koniec września tego roku oddział został rozdzielony na 4 Zapasowy Batalion Motocyklowy i 4 Szkolny Batalion Motocyklowy. W poł. kwietnia 1943 r. oba oddziały połączono w 4 Zapasowo-Szkolny Batalion Motocyklowy, po czym natychmiast przekształcono go w 4 Pancerny Rozpoznawczy Oddział Zapasowo-Szkolny. W poł. sierpnia tego roku został on podporządkowany III Dowództwu Oddziałów Pancernych.